# 128. brigada HV
128. brigada Zbora narodne garde, odnosno Hrvatske vojske, utemeljena je 22. listopada 1991. godine u Rijeci.
Područje djelovanja 128. brigade trebalo je biti šire riječko okruženje, no kako je na ličkom bojištu prijetio pad Gospića i izbijanje neprijatelja na liniju Karlovac – Karlobag, čime bi Hrvatska bila presječena na dva dijela, brigada je raspoređena na ličko područje i na ličkom je bojištu branila bojište dugo 42 kilometra.

## Osnivanje
U skladu s procjenom da će se unutarnji odnosi u zemlji i dalje zaoštravati, a oružani sukobi koji bijesne oko Vukovara i u samoproglašenoj SAO Krajini mogli bi se lako prenijeti i na Rijeku, Krizni štab Zajednice općina Rijeka donosi odluku o mobiliziranju teritorijalnih snaga. Tijekom kolovoza 1991. godine ustrojeno je Zapovjedništvo nove teritorijalne brigade, a u rujnu iste godine, u naselju "Lovorka Kukanić" izvršeno je smotriranje pričuvnika što je ujedno bila i jasna poruka da su građani spremni svoj grad i Domovinu braniti oružjem.

### Tijek mobilizacije brigade
Početkom listopada, točnije 3. listopada 1991. godine mobilizira se 3. bojna teritorijalne brigade grada Rijeka i upućuje na Platak sa zadaćom obučavanja i pripreme snaga za borbena djelovanja i da bude u spremnosti izvršiti sprječavanja spajanje garizona JNA iz Klane, Delnica i Rijeke. Trajanje zadaće bilo je deset dana. Za 3. bojnom slijedi 1., 2. i 4. bojna s istovjetnim zadaćama.
Oružana agresija na Republiku Hrvatsku dobiva na zamahu i MORH 22. listopada 1991. godine među ostalim mjerama na ustrojavanju i poboljšanju bojne spremnosti OS, donosi Odluku o preimenovanju Teritorijalne brigade Rijeka u 128. br ZNG-a, I taj se datum obilježava kao Dan 128. brigade HV “Sv. Vid”.
Tijekom listopada i studenoga 1991. godine brigada se obučava i nastavlja borbene aktivnosti kao što su blokada vojarne na Trsatu, Sv. Katarini i Dragi i sudjelovanje u osiguranju mirnog napuštanja Rijeke od strane JNA.

## Ratni put

### Odlazak na ličko ratište
Početkom 3. listopada 1991. godine 128. brigada HV se prema odluci Vrhovnog Zapovjednika OSRH razmješta u šire područje Gospića i Perušića s općom zadaćom uspostave crte obrane i sprječavanja prodora neprijatelja prema Karlobagu, Gospiću i Otočcu.
U skladu s tom Odlukom, a po izvršenju hodnje smjerom Rijeka - Senj - Karlobag - Gospić 128. Br HV posjeda položaje kako slijedi:
3/128. Se pretpodređuje 118. br ZNG i raspoređuje se na crti: Lički Novi - Divoselo - Jasikovac - Ornice - Lički Ribnik - Bilajska kosa.
1/128. Nakon hodnje 5. listopada 1991. g. raspoređuje se i ojačava borbeni poredak Perušićke bojne 118. brigade radi ojačanja obrane grada Perušića.
2/128. Raspoređuje se početno u Đački Dom u Gospiću gdje dobiva zadaću da izdvoji dio snaga za obranu sela Čanak. U tu svrhu 9. prosinca 1991. izdvaja jednu satniju i u kasnim popodnevnim satima raspoređuje se u obrani sela Čanak. Sljedećeg dana, 10. prosinca 1991. godine jake paravojne snage neprijatelja napadaju selo Čanak. U žestokoj borbi u okruženju gine pet pripadnika 2/128. a više biva ranjeno i zarobljeno te kasnije zatočeno u Kninu. Ostatci satnije se izvlače i šalju u Rijeku. Rasformira se 2/128., a njen sastav se raspoređuje: Jedna satnija i prateći vod 2. bojne ulaze u sastav 1. bojne, a jedna satnija i MB vod u sastav 3. bojne 128. br ZNG-a.
4/128. koja krajem prosinca 1991. stiže u područje na ličko ratište, u tijeku rasporeda po crti bojišnice biva napadnuta i u topničkom napadu 24. prosinca na grad Gospić trpi gubitke i pogiba joj četiti pripadnika u Đačkom domu u Gospiću. Četvrta bojna se poslije ovog izvlači u Rijeku gdje se od njenog sastava i sastava jedne satnije stare 2. bojne oformljava nova 2/128. koja se nakon izvršene doobuke ponovno šalje na ličko ratište, u šire područje Perušića, s. Kvarte gdje se raspoređuje na crti bojišnice.
Tijekom borbenih djelovanja 1991./1992. godine 128. br ZNG-e ima 19 poginulih pripadnika na prvoj crti bojišnice. Unatoć gubitcima 128. br. ZNG-a svoje zadaće cijelosti ispunjava, te na crti bojišnice dočekuje međunarodno priznanje RH. Dana 17. srpnja se 128. br. HV izvlači u Rijeku i demobilizira i prelazi u pričuvu, sukladno Zapovjedima GS OSRH i OZ Rijeka.
Tijekom 1993. i 1994. g. 128. br. HV Sv. Vid izvršava zadaće uglavnom po dijelovima u organizaciji obrane istočno od Gospića.
Početkom 1995. godine 128. br. HV Sv. Vid nalazi se na bojišnici istočno od grada Gaspića s ojačanom 2. Bojnom koja tijekom akcije "Bljesak-95" posjeda položaje u Medačkom džepu koje je HV napustila prema međunarodnom dogovoru, a sa zadaćom vezivanja neprijateljskih snaga i sprječavana slanja dijela snaga u Zapadnu Slavoniju.
Tijekom lipnja i srpnja na crtu bojišnice izlaze 1. i 3. bojna u kompletnim sastavima, 2. bojna stavlja se u pričuvu od početka lipnja sve do 2. kolovoza 1995. godine.
Početkom srpnja 1995. godine brigada se izmješta na crtu bojišnice Stipanov grič - Perušić. Intenzivno se vrši napadna obuka i određuju detaljne zadaće. Mobilizacijom 2. bojne dana 2. kolovoza 1995. g. pripreme se intenziviraju, jasno je da predstoji velika akcija konačnog oslobađanja teritorija RH.
U operaciji “Oluja” Brigada dobiva zadaću za napad smjerom s. Ramljani - S. Trnavac - S- Homoljac - grad Korenica. Napadna djelovanja otpočinju u zoru 4. kolovoza 1995. g. jakim topničkom pripremom, a pješački napad otpočinje u 05,00 sati na smjeru s. Ramljani - s. Mašića Budžak - s. Trnavac - s. Homoljac - s. Vrelo - g. Korenica. Do ranih popodnevnih sati oslobođena su sva sela na smjeru djelovanja, a grad Korenica oslobođen je 6. kolovoza 1995. godine.
Postrojba prikuplja i pregupirava snage za daljnje napredovanje, istovremeno je 2. bojna demobilizirana. Sredinom kolovoza 1995. g. snage 3. bojne 128. b. HV - Sv.Vid izbijaju na rijeku Unu i posjedaju crtu obrane državne granice Plješivica - s. Nebljusi - Donji Lapac. Sukladno zapovijedi ZP Gospić 1. pješačka bojna koncem kolovoza 1995. g. zajedno sa Zapovjedništvom vrši hodnju smjerom Korenica - Bruvno - D. Lapac - Srb - Lička Kaldrma - Drvar i raspoređuje se na c/b u širem predjelu naselja Oštrelj.
U prosincu 1995. godine 128. br. HV- Sv. Vid razvojačuje se i prelazi u pričuvu.
Tijekom Domovinskog rata 1991. – 1995. g. poginulo je 26 pripadnika postrojbe na prvoj crti bojišnice te oko 200 ranjenih i oboljelih pripadnika od čega oko 120 pripadnika s trajnim posljedicima.
Ukupno je kroz postrojbu bilo angažirano oko 9000 Riječana koji su dali nemjerljiv doprinos obrani i oslobađanju okupiranih dijelova RH.

## Vojni zapovjednici
- brigadir Joko Đipalo
- brigadir Miodrag Hećimović
- brigadir Stanislav Linić
- bojnik Dean Kalebota

## Izložba ratne tehnike
U Rijeci je na Trgu 111. brigade HV-a u listopadu 2011. bila održana izložba ratne tehnike iz Domovinskoga rata iz fundusa Vojnoga muzeja MORH-a. Glavninu izložaka činila je ratna tehnika proizvedena u riječkim tvrtkama, kao i tehnika koju su rabile brigade većinom sastavljene od branitelja iz Primorsko-goranske županije. Na izložbi su bili izloženi: minobacač 120mm UBM52, minobacač 120mm M75, haubica 152mm D-20, borbeno vozilo pješaštva M80, tenk T-55, oklopni transporter BVP, oklopno vozilo ručne izrade – Hrvatsko inženjerijsko antiterorističko vozilo "Korni", oklopni vozilo ručne izrade "Hrvatina" te protuzrakoplovni top 20/1.
Oklopna vozila ručne izrade "Korni' i 'Hrvatina' proizvedena su u Rijeci, pa su tako "Hrvatinu" od kamiona Komunalnog društva "Čistoća" izradili u brodogradilištu "3. maj", a "Kornija" u Torpedu, dok svu ovu tehniku, osim haubica, koristile su postrojbe s područja Primorsko-goranske županije. Izložba ratne tehnike iz Domovinskog rata priređena je u sklopu obilježavanja 20. obljetnice osnutka Operativne zone, odnosno Zbornoga područja Rijeka i 20 godina hrvatske neovisnosti, kojeg su Grad Rijeka i Primorsko-goranska županija organizirali u suradnji s udrugama proizašlim iz Domovinskoga rata.
- Oklopno vozilo ručne izrade "Hrvatina" rabljeno je tijekom cijelog Domovinskog rata na ličkoj bojišnici.
- Hrvatsko inženjerijsko antiterorističko vozilo

## Odlikovanja
Odlikovana je Redom Nikole Šubića Zrinskog, a za iskazano junaštvo njezinih pripadnika u Domovinskom ratu.
Zlatna plaketa "Grb Grada Rijeke" 1999., za neprocjenjiv doprinos obrani Rijeke.

## Poznati članovi
Mirko Miočić

## Vanjske poveznice

### Ostali projekti
|  | Wikiknjige imaju gradivo o temi Domovinski rat/Sadržaj/Hrvatske postrojbe/Primorsko-goranska županija |